# Ізерлон
Ізерлон (нім. Iserlohn) — місто в Німеччині, у федеральній землі Північний Рейн-Вестфалія. Підпорядковується адміністративному округу Арнсберг. Входить до складу району Меркіш.
Площа — 125,5 км2. Населення становить 91 815 ос. (станом на 31 грудня 2020).

## Уродженці
- Фрідріх Зоннекен (1848—1919) — німецький підприємець та винахідник.